# Johann Seper

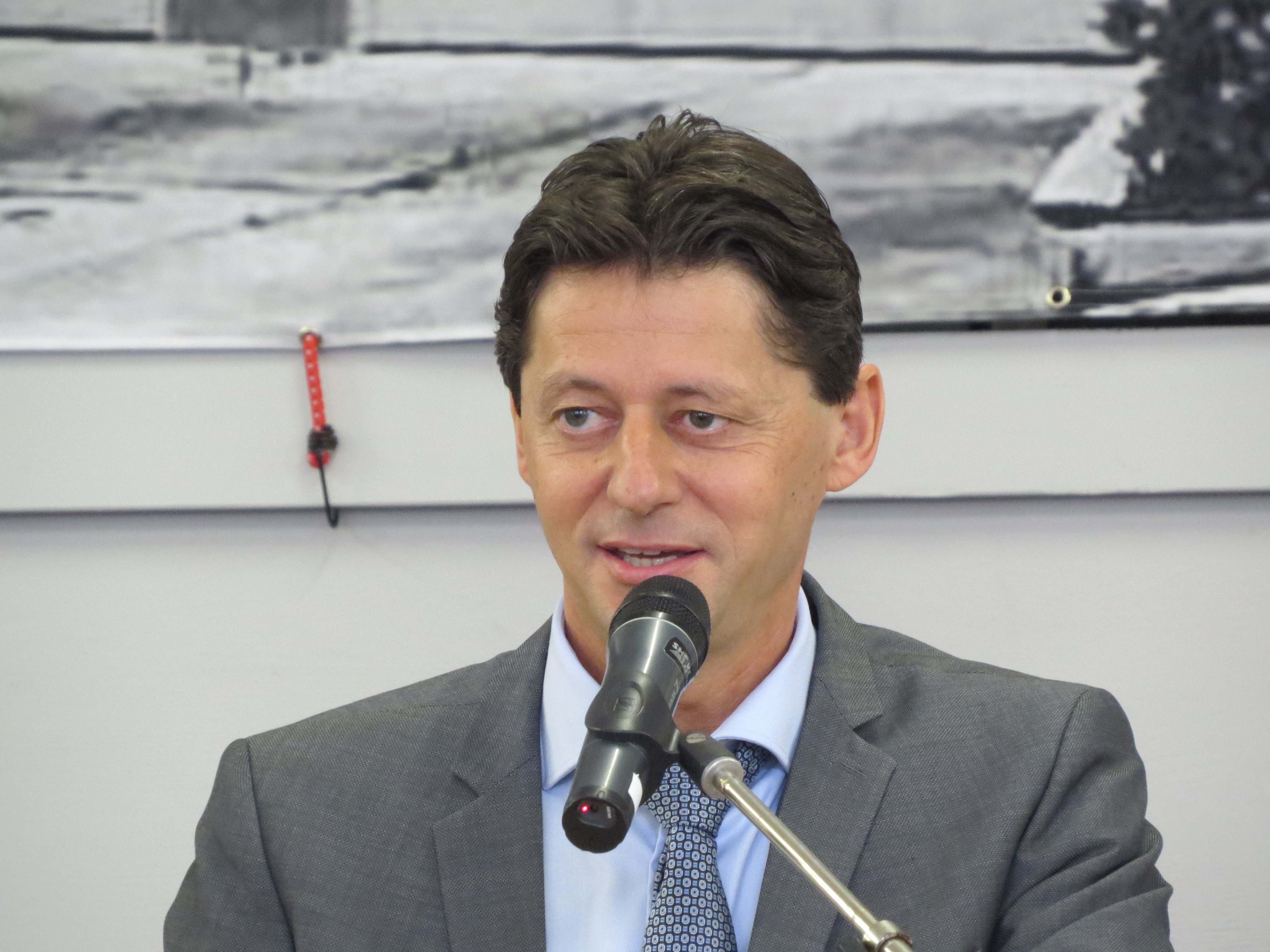
Bezirkshauptmann Johann Seper bei der Segnung des Feuerwehrhauses und Musikerheimes in St. Georgen an der Leys am 10. September 2017

Johann Seper (* 6. April 1968 in Zwettl) ist ein österreichischer Beamter und Bezirkshauptmann im Bezirk Scheibbs.

## Ausbildung und Beruf
Seper trat 1992 in den niederösterreichischen Landesdienst ein. Von 1994 bis 2001 absolvierte er ein Studium der Rechtswissenschaften an der Universität Wien, welches er mit dem akademischen Grad Mag. iur. abschloss.
Ab 2003 war Seper an der Bezirkshauptmannschaft Gänserndorf tätig und im Juli 2005 wurde er Bezirkshauptmann-Stellvertreter im Bezirk Scheibbs, in dieser Funktion wechselte er im Februar 2007 zum Bezirk Gänserndorf.
Am 22. Dezember 2009 wurde er Bezirkshauptmann im Bezirk Scheibbs. Er folgte Martina Gerersdorfer, die in den Bezirk Amstetten wechselte.